# Michael Anderson (nadador)
Michael Anderson OAM (nascido em 12 de julho de 1987) é um nadador paralímpico australiano.

## Natação
Michael competiu em três provas da natação nos Jogos Paralímpicos de Verão de 2016 no Rio de Janeiro; terminou em sexto na final dos 100 metros costas S10, porém, não conseguiu chegar às finais dos 500 e dos 100 metros livre masculino, ambos na categoria S10.